# Msida Bastion Garden of Rest
Der Msida Bastion Garden of Rest, auch Msida Bastion Cemetery oder Msida Bastion Historic Garden ist ein ehemaliger protestantischer Friedhof in Floriana auf der maltesischen Hauptinsel Malta. Er ist im National Inventory of the Cultural Property of the Maltese Islands unter der Nummer 52 aufgeführt und steht als Grade-1-Monument unter Denkmalschutz.

## Lage
Der Msida Bastion Cemetery befindet sich vor der St Philip’s Bastion, einem 1653 fertiggestellten äußeren Befestigungsbauwerk in Floriana. Auf einer Fläche oberhalb des Geländes standen unter der Herrschaft des Malteserordens die Galgen.

## Geschichte
Nachdem zu Beginn des 19. Jahrhunderts Großbritannien die Herrschaft über den maltesischen Archipel übernommen hatte, wurde 1806 ein Friedhof für britische Seeleute angelegt. Später fanden dort auch anglikanische und protestantische Soldaten, Verwaltungsbeamte, Kaufleute sowie deren Familienangehörige, aber auch einige Malteser ihre letzte Ruhestätte. Um 1857 endete die Benutzung des Friedhofs, nachdem der Friedhof Ta’ Braxia in Gwardamanġa (Pietà) eingerichtet worden war.
Während des Zweiten Weltkriegs erlitt der ehemalige Friedhof mehrere Bombentreffer. In der Nachkriegszeit verfielen die Grabmale und das parkähnliche Gelände verwilderte. Bereits 1930 berichtete Captain Charles Zammit, dass ein Großteil der Inschriften beschädigt und unleserlich waren.
Im Jahr 1988 versprach der damalige Minister für Erziehung Ugo Mifsud Bonniċi, dass das Gelände restauriert und als öffentlicher Garten zur Verfügung stehen sollte. Es wurde durch eine hohe Mauer und ein Tor abgegrenzt, um Vandalismus zu verhindern. Die Restaurierungsarbeiten, die von Freiwilligen unter Verantwortung der Organisation Dín l-Art Ħelwa durchgeführt wurden, dauerten allerdings bis in das 21. Jahrhundert an.
Im Jahr 2014 benannte die National Geographic Society den Msida Bastion Cemetery zu einem der fünf schönsten Friedhöfe Europas.

## Anlage und Begräbnisse

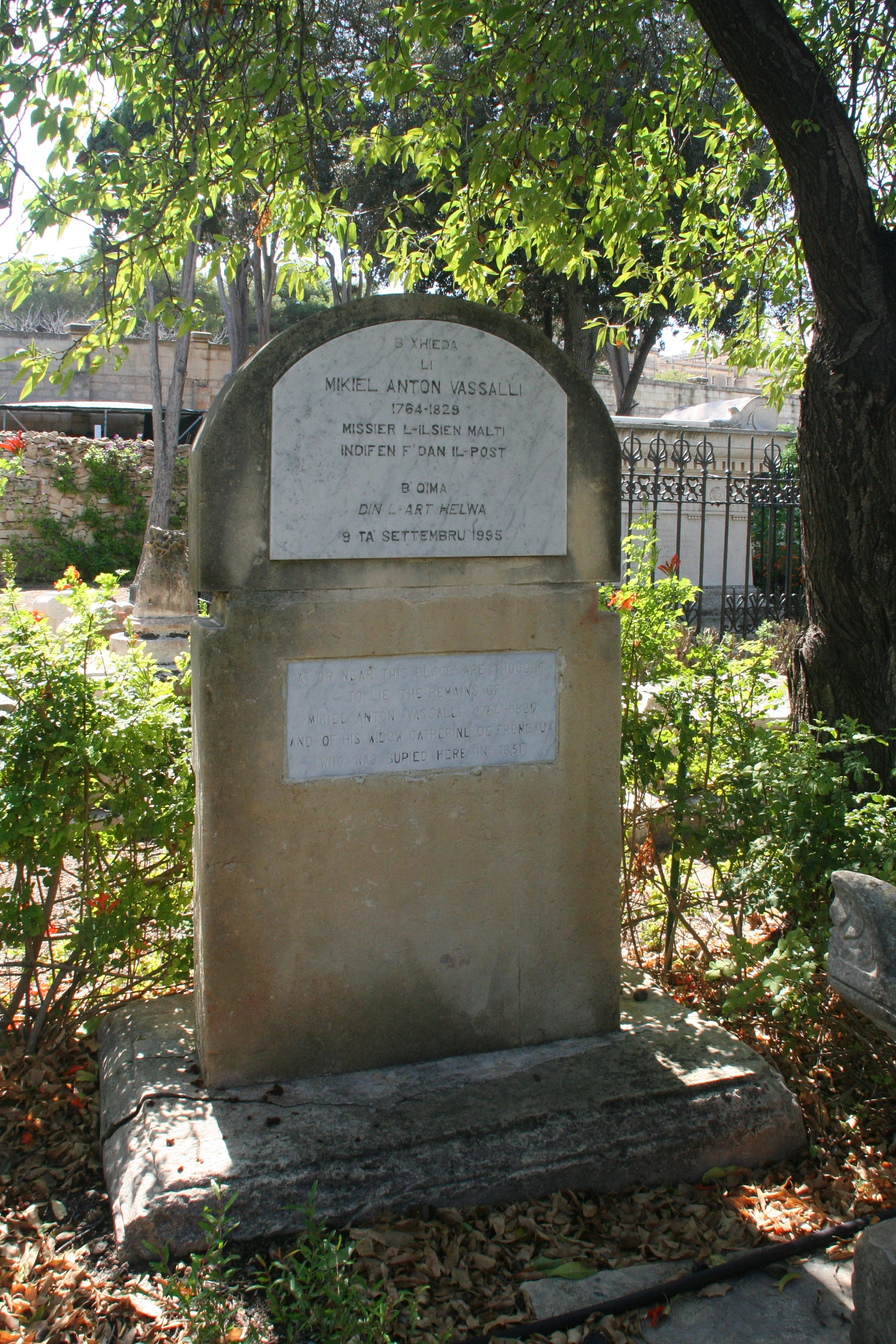
Grabstein für Mikiel Anton Vassalli

Dank des fruchtbaren Bodens und der geschützten Lage entwickelte sich der Garden of Rest zu einem Refugium für Pflanzen und Tiere. Einige der dort stehenden Bäume sind mehr als 150 Jahre alt.
Den Aufzeichnungen zufolge wurden hier mindestens 528 Menschen beigesetzt. Der bedeutendste hier beigesetzte Malteser ist wahrscheinlich Mikiel Anton Vassalli (1764–1829), der als Begründer der maltesischen Sprachwissenschaft gilt. Da er gegen den Willen der römisch-katholischen Hierarchie das Neue Testament in die Maltesische Sprache übersetzt hatte, verweigerte ihm die römisch-katholische Kirche ein katholisches Begräbnis, und er wurde auf dem Msida Bastion Cemetery bestattet. Auch seine Ehefrau wurde 1851 hier beigesetzt.